# گمینا ژلونا گورا
گمینا ژلونا گورا (به لهستانی:  Gmina Zielona Góra) یک گمینا در لهستان است که در شهرستان ژیلونا گورا واقع شده‌است.
 گمینا ژلونا گورا ۲۲۰٫۴۵ کیلومتر مربع مساحت و ۱۶٬۲۳۸ نفر جمعیت دارد.